# ちりゅっぴ
ちりゅっぴ（英語: chiryuppi）は、愛知県知立市のご当地キャラクターである。知立市・三河・愛知県を全国にPRするために活動することが目的である。愛知県知立市役所経済課商工観光係が担当、運営を行っている。

## プロフィール
- 性別 - 男の子
- 性格 - 心優しいのんびりや
- 誕生日 - 12月1日
- 好きな食べ物 - あんまき
- 語尾 - 動詞＋っぴ、だっぴ
- 服装 - 花しょうぶのブローチと知立市章がついた馬のパーカーを被っている。肩にあんまきのポーチをかけている。中には知立市の魅力がたくさん詰まっている

## 来歴
知立市では2001年、地元の大学生がマスコットキャラクター「なりひらくん」「かきつ姫ちゃん」を考案、市は観光PRに活用してきた。その後、市は事業ごとにマスコットキャラクターを考案したが、着ぐるみは作られず、市民には浸透していなかった。2013年、地元のNPO「バザール知立」が新キャラクター「こぼたん」「あんまき姫」を考案、着ぐるみを手作りで制作した。
マスコットキャラクターが乱立する中、2014年（平成26年）9月に市はマスコットキャラクターデザインの一般募集を行い、市民投票の上位10点の中から最優秀賞としてちりゅっぴが選ばれた。作者は静岡県三島市のグラフィックデザイナーで、既に三島市のマスコットキャラクターみしまるくん・みしまるこちゃんで採用実績のあった高柳順子。
2015年3月、地元のガス販売会社「フジプロ」が創業60周年を記念する地域貢献としてちりゅっぴの着ぐるみを市に寄贈した。
2016年、三浦美香の作詞、安藤ヨシヒロの作曲によって公式テーマソング『ちりゅっぴ・ちりゅっぴ』が発表された。この曲は盆踊り版もあり、各版に踊りが振り付けられている。
2024年には生誕10周年記念のお誕生日会が開かれた。安城市のきーぼー、刈谷市のかつなりくん、江南市のい〜わくん及び知立市・ちりゅっぴPR部長の北川綾巴も壇上に立った。

## 活動
着ぐるみによるイベント活動、グッズ展開、X、LINEスタンプなどのWEBコンテンツ展開など様々な形式で地元の広報展開を盛り上げるキャラクターとして活躍している。例えば、不定期に地元の幼稚園、保育園などに登場する。
中日新聞主催JIMOキャラ総選挙2015では準グランプリに輝いている。
2021年、『動画でいなりんピック』でMVPを受賞した。